# Amanda Personne
Amanda Carolina Personne (född Jansson), född den 29 december 1872 i Stockholm, död den 21 januari 1955 på samma ort, var en svensk skådespelare.
Hon studerade vid Dramaten 1890–1892, och var därefter engagerad vid denna teater 1892–1904 samt vid Svenska teatern 1905–1907. Hon spelade med framgång Shakespeareska ungmör och eleganta världsdamer, och bland hennes roller märks Viola i Trettondagsafton, Julia i Romeo och Julia, Beatrice i Mycket väsen för ingenting, Syrsan, Francillon och Suzanne d’Ange i Falska juveler.
Amanda Jansson gifte sig 1905 med skådespelaren Nils Personne. De är begravda på Norra begravningsplatsen utanför Stockholm.

## Teater

### Roller (ej komplett)
| År   | Roll                       | Produktion                                     | Regi         | Teater                     |
| ---- | -------------------------- | ---------------------------------------------- | ------------ | -------------------------- |
| 1898 | Ofelia                     | Hamlet William Shakespeare                     |              | Svenska teatern, Stockholm |
| 1900 | Julia                      | Romeo och Julia William Shakespeare            |              | Dramatiska Teatern         |
| 1900 | Viola                      | Trettondagsafton William Shakespeare           |              | Dramatiska Teatern         |
| 1900 | Luciana                    | Förvexlingarne William Shakespeare             |              | Dramatiska Teatern         |
| 1901 | Jeanne Raymond             | Sällskap där man har tråkigt Édouard Pailleron |              | Dramatiska Teatern         |
| 1902 | Beatrice                   | Mycket väsen för ingenting William Shakespeare |              | Dramatiska Teatern         |
| 1902 | Marguerite                 | Historiska slottet Alexandre Bisson            |              | Dramatiska Teatern         |
| 1904 | Susanna                    | Figaros bröllop Pierre de Beaumarchais         |              | Svenska teatern, Stockholm |
| 1905 |                            | Agnete Amalie Skram                            |              | Svenska teatern, Stockholm |
| 1906 |                            | Flyttfåglar Maurice Donnay och Lucien Descaves |              | Svenska teatern, Stockholm |
| 1906 | Margaretha, Jacques hustru | Gillets hemlighet August Strindberg            | Karl Hedberg | Svenska teatern, Stockholm |
| 1907 |                            | Husarfeber Gustav Kadelburg                    |              | Svenska teatern, Stockholm |